# Ferrari F2002
Ferrari F2002 je Ferrarijev dirkalnik Formule 1, ki je bil v uporabi v sezonah 2002 in 2003, ko sta z njim dirkala Michael Schumacher in Rubens Barrichello. Je eden najuspešnejših dirkalnikov v zgodovini Formule 1, saj je na dvajsetih dirkah zabeležil kar šestnajst zmag. Dizajnirali so ga Ross Brawn, Rory Byrne in Paolo Martinelli.
Dirkalnik je veliko lažji od svojega predhodnika F2001. Poganja ga 3.0 litrski motor V10 z zelo nizkim težiščem, zato je omogočal odlično upravljanje. Bridgestone je razvil posebne pnevmatike za ta dirkalnik. Aerodinamično je bil Ferrari močno pred tekmeci Williamsom in BMW-jem, po moči motorja pa je morda malce zaostajal, podobno kot McLaren.
Z uporabo Pomeroy Index je revija Motor Sport dirkalnik Ferrari F2002 razglasila za najhitrejši dirkalnik Formule 1 vseh časov.

## Osebje za F2002
Večino večjih izboljšal v dizajnu dirkalnika Ferrari F2002 je napravil Južnoafričan Rory Byrne, motor pa je bil delo Paola Martinellija. Projekt je nadzoroval tehnični direktor Ross Brawn. Pri projektu pa je sodelovala še vrsta sodelavcev.

## Koncept in dizajn
Predhodnik Ferrari F2001 je bil uspešen in je moštvu prinesel oba naslova, kljub temu pa F2002 ne sloni na lanskoletnem modelu, ampak je revolucionarni dirkalnik s kopico novih komponent, izboljšav in novih tehnologij. Od začetka devetdesetih je Ferrari uporabljal enak koncept menjalnika in čeprav je bil stari menjalnik zelo uspešen, so za sezono 2002 izdelali povsem novega. Nov menjalnik je bil iz ultra lahkega in trdnega titana, kar je zmanjšalo njegovo težo za 15% ter znižalo njegovo težišče. Nov koncept dizajna je dovoljeval napredek pri aerodinamični učinkovitosti zadnjega dela.
Toda posledice novega menjalnika, ki je zahteval spremembo aerodinamike na zadnjem delu, je bilo, da so aerodinamične izboljšave zaostajale, zato na začetku sezone ni bilo mogoče izkoristiti vseh prednosti novega dizajna. Tako da je Ferrari še dva meseca po začetku sezone nadaljeval z delom na F2002  in ga predstavil na tretji dirki za Veliko nagrado Brazilije, pred tem pa nastopalo z izboljšanim lanskoletnim F2001, ki pa je že imel nov motor Ferrari 051 2002.
Ostale izboljšave dirkalnika so še direktno prestavljanje v menjalniku brez sklope, nov sistem proti zdrsu pogosnkih koles in aerodinamično oblikovan periskopski izpušni sistem. Kasneje v sezoni so dodali še sistem, ki je vroče izpušne pline uporabil za aerodinamični efekt ter možnost, da so izpušni sistem dvignili višje, saj je prejšnji sistem povzročal pregrevanje zadnjega vzmetenja in ostalih komponent na zadnjem delu dirkalnika.

## Dirke
Že na prvi dirki za Veliko nagrado Brazilije je Michael Schumacher zmagal in nadaljeval tradicijo zmag novih dirkalnikov na prvi dirki že od sezone 1999. Michael Schumacher je z drugega štartnega mesta dosegel lahko zmago pred bratom Ralfom z Williamsom. Sledila je dominanca Ferrarija, ki je Formula 1 ni videla od McLarnove v sezoni 1988. Schumacher je dosegel še deset zmag, rekord po številu zmag v eni sezoni, in osvojil naslov že na enajsti dirki sezone za Veliko nagrado Francije. Oba Ferrarijeva dirkača sta bila z lahkoto prvi in drugi v dirkaškem prvenstvu, Ferrari pa je osvojil toliko točk, kot vsa druga moštva skupaj - 221.
Dirkalnik F2002 je bil konkurenčen tudi v začetku sezone 2003, ko je na Veliki nagradi San Marina Schumacher osvojil njegovo zadnjo zmago, preden ga je zamenjal nov F2003-GA.

## Popolni rezultati Formule 1
(legenda) (Odebeljene dirke pomenijo najboljši štartni položaj)
| Leto | Moštvo/ Šasija | Motor            | Gume | Dirkača            | 1   | 2   | 3   | 4   | 5   | 6   | 7   | 8   | 9  | 10  | 11  | 12  | 13  | 14  | 15  | 16  | 17  | Toč | Prv. |
| ---- | -------------- | ---------------- | ---- | ------------------ | --- | --- | --- | --- | --- | --- | --- | --- | -- | --- | --- | --- | --- | --- | --- | --- | --- | --- | ---- |
| 2002 | Ferrari F2002  | Ferrari 051 V10  | B    |                    | AVS | MAL | BRA | SMR | ŠPA | AVT | MON | KAN | EU | VB  | FRA | NEM | MAD | BEL | ITA | ZDA | JAP | 221 | 1.   |
| 2002 | Ferrari F2002  | Ferrari 051 V10  | B    | Michael Schumacher |     |     | 1   | 1   | 1   | 1   | 2   | 1   | 2  | 1   | 1   | 1   | 2   | 1   | 2   | 2   | 1   | 221 | 1.   |
| 2002 | Ferrari F2002  | Ferrari 051 V10  | B    | Rubens Barrichello |     |     |     | 2   | Ret | 2   | 7   | 3   | 1  | 2   | Ret | 4   | 1   | 2   | 1   | 1   | 2   | 221 | 1.   |
| 2003 | Ferrari F2002B | Ferrari 051B V10 | B    |                    | AVS | MAL | BRA | SMR | ŠPA | AVT | MON | KAN | EU | FRA | VB  | NEM | MAD | ITA | ZDA | JAP |     | 158 | 1.   |
| 2003 | Ferrari F2002B | Ferrari 051B V10 | B    | Michael Schumacher | 4   | 6   | Ret | 1   |     |     |     |     |    |     |     |     |     |     |     |     |     | 158 | 1.   |
| 2003 | Ferrari F2002B | Ferrari 051B V10 | B    | Rubens Barrichello | Ret | 2   | Ret | 3   |     |     |     |     |    |     |     |     |     |     |     |     |     | 158 | 1.   |